# Jack Conway
Jack Conway, född 17 juli 1887 i Graceville, Minnesota, död 11 oktober 1952 i Pacific Palisades, Los Angeles, Kalifornien, var en amerikansk filmregissör och producent, samt skådespelare under stumfilmstiden.
För sina insatser inom filmen har Conway en stjärna på Hollywood Walk of Fame vid adressen 1500 Vine Street.

## Filmregi, urval
- 1931 – Tangokavaljeren
- 1932 – Den rödhåriga kvinnan
- 1934 – En ängel med temperament
- 1935 – I skuggan av giljotinen
- 1936 – Situationens herre
- 1937 – Saratoga
- 1938 – En yankee i Oxford
- 1938 – Mitt i elden
- 1940 – Glädjestaden
- 1941 – Kärlekstokig
- 1942 – Okänt område
- 1947 – Tvålfagra löften
- 1948 – Julia gör skandal